# Lan kim tuyến Sa Pa
Lan kim tuyến Sa Pa (danh pháp: Anoectochilus chapaensis) là một loài thực vật có hoa trong họ Lan. Loài này được Gagnep. mô tả khoa học đầu tiên năm 1931.